# Assan Jatta
Assan Jatta (* 15. März 1984) ist ein gambischer Fußballspieler, der seit 2007 für den belgischen Verein KFC Verbroedering Geel in der Position eines Stürmers spielt.
Sein Jugendverein war der Steve Biko FC, im Sommer 2006 ging er zum belgischen Verein Lierse SK, wo er später zum Verein KFC Verbroedering Geel ausgeliehen wurde.
Für die Gambische Fußballnationalmannschaft war er während der Qualifikation für die Fußball-Weltmeisterschaft 2010 im Einsatz.